# Município de Erie (condado de Ottawa, Ohio)
O município de Erie (em inglês: Erie Township) é um município localizado no condado de Ottawa no estado estadounidense de Ohio. No ano de 2010 tinha uma população de 1221 habitantes e uma densidade populacional de 10,16 pessoas por km².

## Geografia
O município de Erie encontra-se localizado nas coordenadas 41° 32′ 40″ N, 83° 00′ 33″ O. Segundo o Departamento do Censo dos Estados Unidos, o município tem uma superfície total de 120.22 km², da qual 31,71 km² correspondem a terra firme e (73,62 %) 88,51 km² é água.

## Demografia
Segundo o censo de 2010, tinha 1221 pessoas residindo no município de Erie. A densidade populacional era de 10,16 hab./km².